# 四面城镇
四面城镇，是中华人民共和国辽宁省铁岭市昌图县下辖的一个乡镇级行政单位。区域面积113.33平方千米。

## 行政区划
四面城镇下辖以下地区：
四面社区、二十家子村、四面城村、丰林村、仁里村、支援村、东大村、查罕村、靠河村、苏家村、小黑村、郭家梁村和魏河口村。